# Barahna
Barahna là một chi nhện trong họ Stiphidiidae.